# جون سيريكا
جون جوزيف سيريكا (19 مارس 1904-14 أغسطس 1992) كان قاضي فيدرالي في محكمة الولايات المتحدة لمقاطعة كولومبيا، حيث اشتهر بدوره في المحاكمات الناجمة عن فضيحة ووترغيت.
في عام 1973تم اختياره كشخصية العام في مجلة تايم.

## نشأته وتعليمه
ولدت سيريكا في واتربري بكونيتيكت، والده فرديناندو (فريد) سيريكا وهو مهاجر من إيطاليا، وأمه روز (زينو) سيريكا والداها من إيطاليا.
بين عامي 1910 و 1918 ، عاشت عائلة سيريكا في مدن مختلفة عبر الولايات المتحدة بينما عمل فريد حلاقًا وقام بعدة محاولات فاشلة في إدارة أعمال صغيرة. انتقلت العائلة إلى واشنطن العاصمة في عام 1918، حيث التحق جون بمدرسة إيمرسون الإعدادية وانتقل في النهاية إلى مدرسة كولومبيا الإعدادية.
في عام 1922 كان فريد يدير صالة بولينغ ذات حارتين وقاعة حمام سباحة والتي داهمتها الشرطة لانتهاكها قانون فولستيد في عصر الحظر عندما تم العثور على الخمور في دورة المياه. تم القبض على فريد ولكن تم إسقاط التهم وبعدها ترك الشركة وابتعد. في غضون ذلك انتقل جون مباشرة من المدرسة الثانوية إلى كلية الحقوق وهو ما كان ممكنًا في مقاطعة كولومبيا في ذلك الوقت، وبعد الرسوب مرتين التحق بكلية الحقوق بجامعة جورج تاون وحصل على بكالوريوس في القانون في عام 1926.

## حياته المهنية
عمل سيريكا كملاكم في واشنطن وميامي في عشرينيات وثلاثينيات القرن الماضي، لقد كان ممزقًا بين حياته المهنية كمقاتل ومهنة المحاماة التي اتبعها بعد حصوله على شهادة في القانون واجتيازه نقابة المحامين.
أصبح بطل الملاكمة جاك ديمبسي صديقًا مقربًا،  كان سيريكا يمارس القانون في واشنطن العاصمة من عام 1926 إلى عام 1930،  كان مساعد المدعي العام للولايات المتحدة لمقاطعة كولومبيا من عام 1930 إلى عام 1934، وعاد بعد ذلك إلى الممارسة الخاصة من عام 1934 إلى عام 1957. كما شغل منصب المستشار العام للجنة اختيار مجلس النواب للتحقيق في لجنة الاتصالات الفيدرالية في عام 1944 عارض عضوا اللجنة الجمهوريان تعيينه وبعدها استقال سيريكا احتجاجًا على تعامل اللجنة مع فضيحة راديو WMCA في ذلك العام، وعاد إلى الممارسة الخاصة. في عام 1947 ، انضم إلى مكتب المحاماة هوجان وهارتسون في واشنطن العاصمة (يسمى الآن هوجان لوفيلز).

## عمله في القضاء
تم ترشيح Sirica من قبل الرئيس دوايت ايزنهاور تم تأكيده من قبل مجلس الشيوخ الأمريكي في 26 مارس 1957، وتسلم مهمته في 28 مارس 1957، شغل منصب رئيس القضاة وعضوًا في المؤتمر القضائي للولايات المتحدة من عام 1971 إلى عام 1974، تولى منصب رفيع في 31 أكتوبر 1977، انتهت خدمته في 14 آب 1992 بوفاته.
والجدير بالذكر أنه كان القاضي الذي أصدر حكم بأن القانون الذي يحظر على نساء البحرية من السفن غير دستوري في قضية أوينز ضد. براون.

### قضية ووترجيت
صعد سيريكا إلى الصدارة الوطنية عندما أمر الرئيس ريتشارد نيكسون بتسليم تسجيلاته لمحادثات البيت الأبيض، بدأ تعمق سيريكا في القضية عندما ترأس محاكمة لصوص ووترغيت ولم تعتقد النيابة بأنهم تصرفوا بمفردهم، ومن خلال استخدام الأحكام المؤقتة شجعهم بشدة على تقديم معلومات حول مناصب عليا قبل صدور الحكم النهائي، بموجب الحكم المؤقت يمكن للقضاة منح المتهمين بضعة أشهر للتفكير في الحكم قبل أن يصبح نهائيًا. كتب أحد المدعى عليهم جيمس دبليو ماكورد جونيور خطابًا يصف مخططًا أوسع لمشاركة الأشخاص في إدارة نيكسون.

### السلوك القضائي
كان من ذوي الخبرة كمحامي وكان سيريكا معروفًا بسلوكه "الجاد" على المنصة، قال منتقدوه إنه يفتقر إلى فهم الناس والرحمة وأنه مذنب بارتكاب أخطاء قانونية غير مبالية، وأن وجهة نظره مضللة عن أغراض السلطة القضائية وهاجموه بسبب تعامله مع محاكمة ووترغيت،  وقد أطلق عليه لقب "ماكسيمام جون" لمنحه المتهمين أقصى عقوبة تسمح بها المبادئ التوجيهية.

## كتب
في عام 1979 نشر سيريكا كتابًا وشارك في تأليفه مع John Stacks، يوضح بالتفصيل مشاركته في قضايا ووترجيت تحت عنوان To Set the Record Straight .
تم تكليف ريناتا أدلر بمراجعة الكتاب لمجلة نيويوركر لكنها رفضت، وتذكر في كتابها ذهب: الأيام الأخيرة من نيويوركر أنها وجدت أنه "على عكس سمعته كبطل كان سيريكا في الواقع فاسد وغير كفؤ وشخصية غير شريفة وكان على صلة وثيقة بالسيناتور جوزيف مكارثي وعلاقات واضحة بالجريمة المنظمة "،  عندما طعن ابن سيريكا والعديد من المقالات في صحيفة نيويورك تايمز لإثبات كذب هذا البيان كتبت مقالة مفصلة نُشرت في هاربر ،  توضح بالتفصيل علاقته بالملاكمة غير القانونية والتهريب، فضلاً عن العداء الذي أحدثته صحيفة نيويورك تايمز ببيانها.

## تكريمه
لدوره في الكشف عن الحقيقة حول ووترغيت ، تم اختيار سيريكا رجل العام لمجلة تايم في يناير 1974.
في عام 1977 ، حصل على جائزة Golden Plate من الأكاديمية الأمريكية للإنجاز والتي قدمها عضو مجلس الجوائز ليون جاورسكي .

## وفاته
عان سيريكا من نوبة قلبية حادة أثناء مشاركته في محاضرة في 5 فبراير 1976. في السنوات الأخيرة من حياته عانى سيريكا من مجموعة واسعة من الأمراض البسيطة منها والشديدة، في الأسابيع الاخيرة من حياته أصيب بالتهاب رئوي وسقط وكسر عظمة الترقوة قبل وفاته ببضعة أيام ، وتم نقله إلى المستشفى في المركز الطبي بجامعة جورج تاون في واشنطن العاصمة  وتوفي في المستشفى بسبب السكتة القلبية في الساعة 4:30 ظهرًا في 14 أغسطس 1992. تم دفنه في مقبرة بوابة السماء في سيلفر سبرينج بولاية ماريلاند . 